# Temporada 1948 del fútbol chileno
La Temporada 1948 del fútbol chileno abarca todas las actividades relativas a campeonatos de fútbol profesional, nacionales e internacionales, disputados por clubes chilenos, y por las selecciones nacionales de este país, en sus diversas categorías, durante el año 1948.

## Torneos locales

### Primera División

#### Tabla final
| Pos | Equipo               | PJ | PG | PE | PP | GF | GC | Dif | Pts |
| --- | -------------------- | -- | -- | -- | -- | -- | -- | --- | --- |
| 1   | Audax Italiano       | 24 | 15 | 5  | 4  | 66 | 40 | 26  | 35  |
| 2   | Unión Española       | 24 | 12 | 5  | 7  | 62 | 37 | 25  | 29  |
| 3   | Colo-Colo            | 24 | 11 | 6  | 7  | 42 | 34 | 8   | 28  |
| 4   | Santiago Morning     | 24 | 11 | 5  | 8  | 46 | 40 | 6   | 27  |
| 5   | Iberia               | 24 | 11 | 5  | 8  | 46 | 40 | 6   | 27  |
| 6   | Everton              | 24 | 12 | 3  | 9  | 45 | 41 | 4   | 27  |
| 7   | Universidad de Chile | 24 | 11 | 4  | 9  | 53 | 47 | 6   | 26  |
| 8   | Magallanes           | 24 | 9  | 7  | 8  | 59 | 50 | 9   | 25  |
| 9   | Universidad Católica | 24 | 10 | 4  | 10 | 52 | 47 | 5   | 24  |
| 10  | Santiago Wanderers   | 24 | 9  | 3  | 12 | 42 | 52 | -10 | 21  |
| 11  | Green Cross          | 24 | 7  | 4  | 13 | 41 | 62 | -21 | 18  |
| 12  | Badminton            | 24 | 8  | 1  | 15 | 45 | 69 | -24 | 17  |
| 13  | Santiago National    | 24 | 4  | 0  | 20 | 39 | 80 | -41 | 8   |

PJ=Partidos jugados; PG=Partidos ganados; PE=Partidos empatados; PP=Partidos perdidos; GF=Goles a favor; GC=Goles en contra; Dif=Diferencia de gol; Pts=Puntos
|  | Campeón |

#### Campeón
|                                   |
| Campeón Audax Italiano 3.º título |
|                                   |

## Tabla de descenso
El equipo que obtuviera menos puntos en la suma de los puntajes obtenidos en los últimos tres campeonatos descendería a la División de Ascenso.
| Pos | Equipo               | 1946 | 1947 | 1948 | Total |
| --- | -------------------- | ---- | ---- | ---- | ----- |
| 1   | Audax Italiano       | 38   | 31   | 35   | 104   |
| 2   | Colo-Colo            | 30   | 38   | 28   | 96    |
| 3   | Unión Española       | 34   | 27   | 29   | 90    |
| 4   | Universidad de Chile | 34   | 27   | 26   | 87    |
| 5   | Magallanes           | 36   | 23   | 25   | 84    |
| 6   | Santiago Wanderers   | 32   | 25   | 21   | 78    |
| 7   | Universidad Católica | 26   | 26   | 24   | 76    |
| 8   | Green Cross          | 32   | 23   | 18   | 73    |
| 9   | Everton              | 29   | 16   | 27   | 72    |
| 10  | Badminton            | 30   | 24   | 17   | 71    |
| 11  | Santiago Morning     | 24   | 17   | 27   | 68    |
| 12  | Iberia               | 21   | 16   | 27   | 64    |
| 13  | Santiago National    | 18   | 19   | 8    | 45    |

|  | Desciende a la División de Ascenso |